# Caragana liouana
Caragana liouana är en ärtväxtart som beskrevs av Zhao Y.Chang och Gennady Pavlovich Yakovlev. Caragana liouana ingår i släktet karaganer, och familjen ärtväxter. Inga underarter finns listade i Catalogue of Life.